# Plecoptera annexa
Plecoptera annexa är en fjärilsart som beskrevs av William Lucas Distant 1898. Plecoptera annexa ingår i släktet Plecoptera och familjen nattflyn. Inga underarter finns listade i Catalogue of Life.